# Бонанос, Георгиос
Георгиос Бонанос (греч. Γεώργιος Μπονάνος, 10 апреля 1863, село Вуни, Кефалиния —  10 мая 1939, Афины) — греческий скульптор конца XIX — начала XX веков.

## Биография
Бонанос родился на острове Кефалиния в селе Вуни неподалёку от Ликсури 10 апреля 1863 года.
Учился в Афинах, в школе изящных искусств, у скульптора Леонидаса Дросиса и Филиппотиса Димитриоса. Затем продолжил учёбу в Италии — в Риме, что оставило отпечаток на его ритме в скульптуре, хотя Бонанос остался в русле классицизма. В Риме Бонанос создал своё ателье. Вернувшись в Грецию, Бонанос создал ателье в уединённом месте в Ампелокипи, Афины.
Умер Бонанос в Афинах 10 мая 1939 года.

## Работы

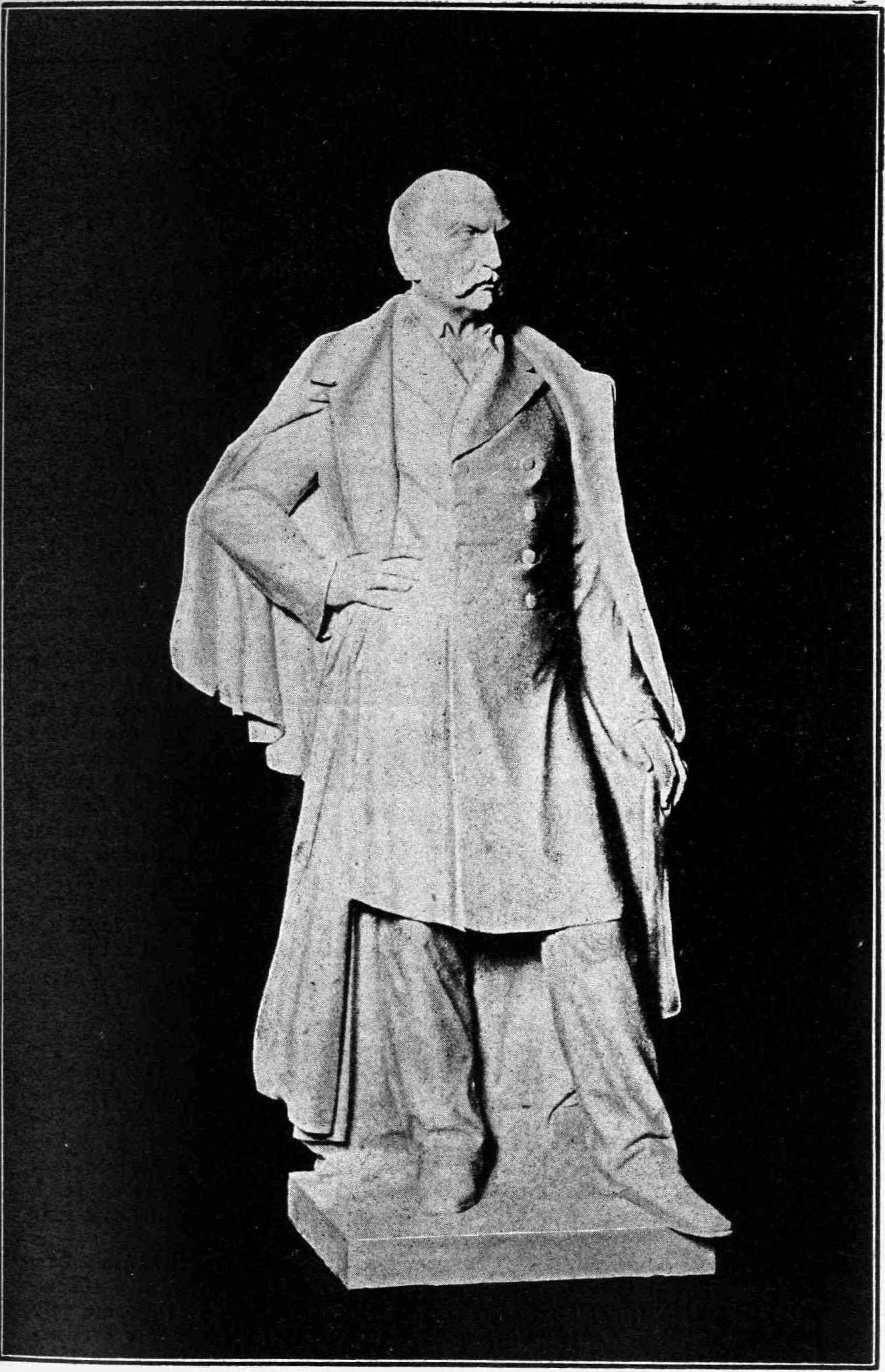
Валлианос, Панагис.

- статуя мецената Панагиса Валлианоса, перед Афинской Национальной библиотекой (построенной на деньги Валлианоса).
- статуя на английском кладбище острова Кефалиния, под именем Психи (греч Ψυχή — душа), над надгробием филэллина Туа (Toole), сына английского полковника Туа, принявшего участие в освободительно войне Греции 1821—1829 годов.
- статуя Софокла К. Вурназос (находится в гимназии города Митилини, Лесбос .
- мемориал Валлианос в Св. Василис.
- монумент Яковатос в Ликсури.
- голова Игии (Здоровья) в доме Джентили-Косметатос в Аргостолионе.
- статуя Андруцос, Одиссей в Гравья (смотрите Битва при Гравии).
- статуя Парис (коллекция банкира Андреас Сигрос).

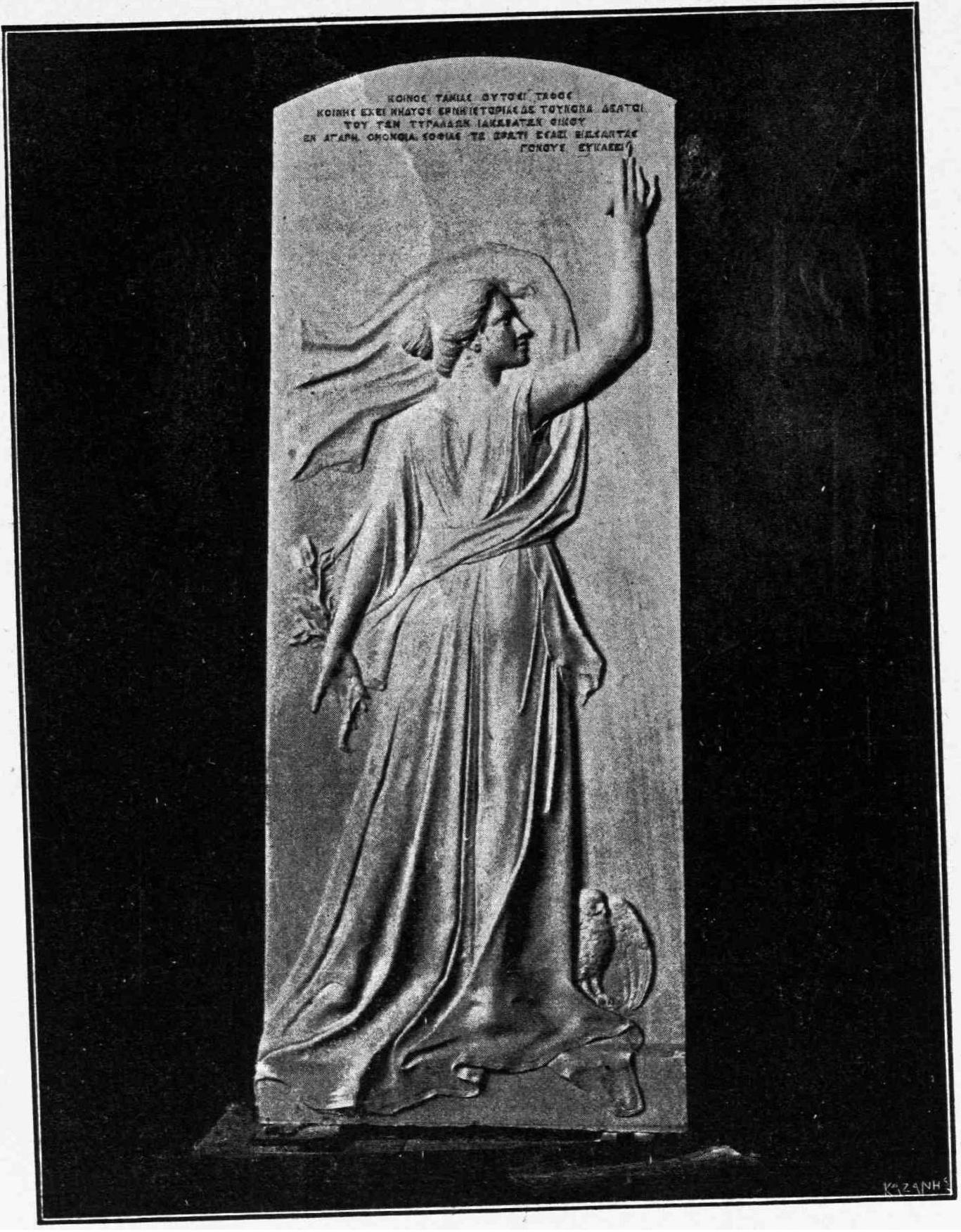
I Istoria — Georgios Mponanos